# Théo Herckenrath
Théo Herckenrath (Brussel·les, 22 de juliol de 1912 - Hoogstraten, 20 de març de 1973) va ser un ciclista belga que fou professional entre 1933 i 1937. El seu èxit més important fou la Lieja-Bastogne-Lieja de 1934.

## Palmarès
- 1934
  - 1r a la Lieja-Bastogne-Lieja
  - 1r a la París-Lilla
  - 1r a Scheut